# Христо Спасков
Христо Георгиев Спасков е български революционер, деец на Вътрешната македоно-одринска революционна организация.

## Биография
Христо Спасков е роден в 1865 година в костурското село Брезница, днес в Гърция. В 1889 година завършва с първия випуск педагогическите курсове на Солунската българска мъжка гимназия, където Даме Груев го заклева във ВМОРО. Баща му е зидар в град Чанаккале, Мала Азия, като настоява Спасков да следва медицина, вместо това Христо Спасков става учител в Мариовско, а след това в Дъмбени, Смърдеш и родното му Брезница. Спасков пише писмо до баща си, в което казва че „С науката, която имам, мога да бъда полезен на Отечеството, на което съм се посветил да служа!“. Загива през 1901 година в родното си село.
Неговият внук Кали Христов емигрира в Торонто, Канада, където членува в македоно-българската църковна община и МПО „Правда“. От него са запазени и част от архивите на дядо му